# Transformers Prime Beast Hunters: Predacons Rising
Transformers Prime Beast Hunters: Predacons Rising é um telefilme estadunidense de animação computadorizada de acção, aventura dirigido por Jamie Simone. O longa encerra a série animada de televisão Transformers: Prime. Nos EUA, o filme estreou no canal Hub Network em 4 de outubro de 2013,[carece de fontes?] e em Portugal estreou no Biggs em 4 de março de 2014. No Brasil, o filme foi exibido na Loading em 26 de maio de 2021, em comemoração ao Dia do Orgulho Geek. Após os Autobots vencerem na Terra, os Unicron regressam, possuindo o corpo de Megatron, para destruir Cybertron, forçando os Autobots, Decepticons, e Predacons a formarem uma aliança forçada para combater esta ameaça.